# Brañadesella
Brañadesella es una aldea perteneciente a la parroquia de La Ronda, en el concejo de Boal, comarca de Eo-Navia, Principado de Asturias, España.
Cuenta con una población de 12 habitantes (INE, 2013) y se encuentra a unos 650 m de altura sobre el nivel del mar. Dista unos 11 km de la capital del concejo, tomando primero desde ésta la carretera AS-22 en dirección a Vegadeo, desviándose después a la izquierda en El Gumio, por la carretera que se dirige hacia el alto de La Garganta y, tras unos 3,5 km, desviándose finalmente a la izquierda durante 1 km más, en dirección hacia La Ronda.